# Dyakinodes centralis
Dyakinodes centralis es una especie de cucaracha del género Dyakinodes, familia Ectobiidae, orden Blattodea.

## Distribución
Se distribuye por Australia, en el estado de Victoria y Australia Meridional.

## Taxonomía
Fue descrita por Walker, F. en 1868 y publicada en Walker, F. 1868. Catalogue of the Specimens of Blattariae in the Collection of the British Museum, British Museum (Natural History), London 239.